# 로트바일러

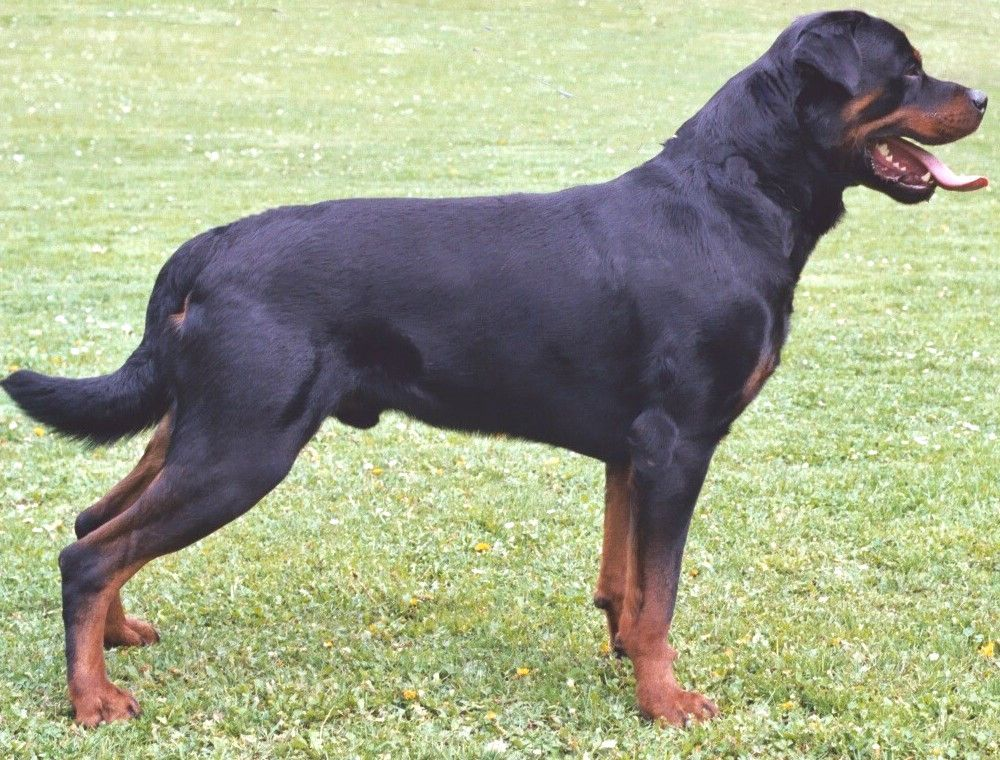
로트바일러

로트와일러 또는 로트바일러(독일어: Rottweiler /ˈʀɔtvaɪ̯lɐ/[*])는 목양견, 번견으로 쓰이는 독일산 개이다.
로트바일러는 독일식 발음을 그대로 따와서 만든 것이다. 대한민국 법제상 동물보호법 시행규칙 제12조에 따라 도베르만 핀셔, 핏불 테리어 등과 함께 맹견으로 지정되어 나이가 3개월을 넘어가면 목줄과 입마개를 의무적으로 착용하여야 한다.

## 논란
SBS 뉴스, JTBC 뉴스 등에 따르면, 로트바일러가 스피츠를 물어 죽이는 사건이 터졌다. 해당 사건은 서울특별시 은평구 불광동에서 산책하러 나간 스피츠가 로트바일러에 의해 15초 만에 단숨에 죽여버리는 사건이 터지게 되자, 피해를 입은 스피츠 견주가 문제를 일으킨 로트바일러 견주를 상대로 고소하게 되는 사건이 있었다. 이와 같은 상기의 사건이 일어난 점으로 감안, 맹견 관리 체계가 허술하다는 이유로 개에게만 피해를 입었을 경우 300만원 이하의 과태료가 부과되었다. 이에 앞서 김민교의 벨지안 시프도그에 의해 물린 80대 어르신 할머니의 사망 사건도 역시 맹견 관리를 소홀히 대접하였기 때문에 2년 이하의 징역 및 2,000만원 이하의 엄중하고 무거운 벌금형을 내야 하는 처지에 내몰렸던 것으로 나와 있어, 스피츠 물림 사건 이후 로트바일러 등과 유사한 맹견 관리를 엄격히 다루자는 청와대의 청원글까지 올라오기도 한다.